# Trémons
Trémons – miejscowość i gmina we Francji, w regionie Nowa Akwitania, w departamencie Lot i Garonna.
Według danych na rok 1990 gminę zamieszkiwało 339 osób, a gęstość zaludnienia wynosiła 25 osób/km² (wśród 2290 gmin Akwitanii Trémons plasuje się na 846. miejscu pod względem liczby ludności, natomiast pod względem powierzchni na miejscu 847.).